# Гондурасско-уругвайские отношения
Гондурасско-уругвайские отношения — двусторонние дипломатические отношения между Гондурасом и Уругваем. Гондурас имеет посольство в Аргентине, его посол по совместительству аккредитован послом в Уругвае; в Монтевидео есть консульство. Уругвай имеет два консульства, одно в Тегусигальпе, другое в Сан-Педро-Суле, посол Уругвая в Гватемале по совместительству аккредитован послом в Гондурасе.

## История
Исторически сложилось так, что обе страны были частью Испанской империи до начала 19 века. В настоящее время обе страны являются полноправными членами Группы Рио, Латинского союза, Ассоциации академий испанского языка, Организации американских государств, Организации иберо-американских государств и Сообщества государств Латинской Америки и Карибского бассейна.
Двусторонняя торговля между двумя странами небольшая, но относительно стабильная. Гондурас экспортирует кофе, в то время как Уругвай экспортирует в основном фармацевтические препараты и рис.
Отношения между двумя странами были приостановлены после государственного переворота в Гондурасе (который Уругвай осудил), но в конечном итоге были восстановлены в 2011 году после возвращения бывшего президента Мануэля Селайи. Затем президент Гондураса Порфирио Лобо приехал с рабочим визитом в Монтевидео в 2013 году на саммит МЕРКОСУР после того, как его пригласил президент Уругвая Хосе Мухика.

## Примечание
1. ↑  Консульства Уругвая в Гондурасе. Дата обращения: 28 ноября 2017. Архивировано 1 декабря 2017 года.
2. ↑  Посольство Уругвая в Гватемале. Дата обращения: 28 ноября 2017. Архивировано 17 января 2022 года.
3. ↑  MRREE Portal. Дата обращения: 28 ноября 2017. Архивировано 4 марта 2016 года.
4. ↑  Президент Гондураса отправляется в Уругвай для участия в саммите МЕРКОСУР. Дата обращения: 28 ноября 2017. Архивировано 24 сентября 2015 года.